# Pourtalesella alipioi
Pourtalesella alipioi är en mossdjursart som först beskrevs av Ernst Marcus 1955.  Pourtalesella alipioi ingår i släktet Pourtalesella och familjen Celleporidae. Inga underarter finns listade i Catalogue of Life.